# Liste des mascottes officielles de la Coupe du Monde Féminine de la FIFA
 (avril 2023).
- Si vous ne connaissez pas le sujet, laissez ce bandeau (vous pouvez alors contacter les auteurs).
- Si vous supprimez le contenu mis en cause (vous pouvez préalablement contacter les auteurs),

argumentez précisément cette suppression dans la page de discussion
(un manque de référence n'est pas un argument ; une recherche réelle de référence doit avoir été effectuée, être formellement documentée).
Cette page reprend par années la liste des mascottes de la Coupe du Monde Féminine de la FIFA.

## Liste des mascottes par édition
| Coupe du monde féminine | Pays organisateur            | Nom de la mascotte | Image             | Description |
| ----------------------- | ---------------------------- | ------------------ | ----------------- | --- |
| 1991                    | Chine                        | Ling Ling          | (Image manquante) | Une mascotte ressemblant à un oiseau.                                                                                                 |
| 1995                    | Suède                        | Fiffi              | (Image manquante) | Un Viking. |
| 1999                    | États-Unis                   | Nutmeg             | (Image manquante) | Un renard. |
| 2003                    | États-Unis                   | (aucun)            | (Image manquante) | Il n'y avait pas de mascotte en raison du déplacement soudain du tournoi de la Chine aux États-Unis, au milieu de l'épidémie de SRAS. |
| 2007                    | Chine                        | Hua Mulan          | (Image manquante) | Une fille, basée sur le conte chinois de Hua Mulan,.                                                                                  |
| 2011                    | Allemagne                    | Karla Kick         | Mascotte          | Un chat. |
| 2015                    | Canada                       | Shuéme             | (Image manquante) | Un grand hibou blanc ; son nom dérive de chouette, français pour "hibou".                                                             |
| 2019                    | France                       | Ettie              | Mascotte          | Un poulet; elle est la fille de Footix, mascotte de la Coupe du monde 1998.                                                           |
| 2023                    | Australie / Nouvelle-Zélande | Tazuni             | (Image manquante) | Un petit pingouin ; son nom est un portemanteau de la mer de Tasman et de «l'unité».                                                  |